# Mastrus mandibularis
Mastrus mandibularis là một loài tò vò trong họ Ichneumonidae.